# Microbathyphantes palmarius
Microbathyphantes palmarius är en spindelart som först beskrevs av Marples 1955.  Microbathyphantes palmarius ingår i släktet Microbathyphantes och familjen täckvävarspindlar. Inga underarter finns listade i Catalogue of Life.